# Panteleu
Panteleu (en llatí Panteleus, en grec antic Παντέλεος) fou un poeta grec.
Va ser l'autor de nou versos que es conserven a l'Antologia grega, dos dels quals són dedicats a Cal·limac i a Cinègir, els caps dels atenenc a la batalla de Marató contra els perses. No hi ha dubte que formaven part d'un poema heroic sobre aquesta batalla i això fa pensar que aquest poeta va viure al segle V aC, però sense cap seguretat.